# Inermiidae
Las bogas (Inermiidae) es una familia de peces marinos incluida en el orden Perciformes. Se distribuyen por las aguas tropicales del oeste del Atlántico.
Tienen una profunda muesca entre las dos aletas dorsales, la primera aleta dorsal con 10 o 19 espinas y la segunda con dos o ninguna espina y el resto radios blandos, mientras que la aleta anal tiene tres espinas y varios radios blandos. No tiene dientes en las mandíbulas, con dos amplios poros en el mentón y una mandíbula superior muy protáctil.
La longitud máxima es de 25 cm y es muy característica su aleta caudal profundamente ahorquillada.
Forman bancos que se alimentan de plancton en aguas abiertas, pero a la hora de reproducirse son pelágicos.

## Géneros y especies
Es una familia muy reducida, con solo dos especies:
- Género Emmelichthyops:
  - Emmelichthyops atlanticus (Schultz, 1945)
- Género Inermia:
  - Inermia vittata (Poey, 1860) - Boga